# Alona Kimhi
Alona Kimhi (en hébreu : אלונה קמחי) est une actrice et écrivain israélienne née à Lviv en Ukraine en 1966.

## Biographie
Sa famille déménage en Israël en 1972 alors qu'elle a 6 ans et elle grandit à Kyriat Bialik. Après son service militaire, elle s'installe à Tel-Aviv.
Après une carrière de comédienne, elle connait un succès immédiat avec son premier recueil de nouvelles, Moi, Anastasia publié en 1996 en Israël. Ce recueil reçoit le ACUM Book of the Year Prize. Son premier roman, Suzanne la Pleureuse reçoit le Prix Bernstein en 2001.
Elle est surnommée « l'enfant terrible des lettres israéliennes ». Ses ouvrages sont traduits en 15 langues.

## Œuvres (partiel)
- Suzanne la Pleureuse [« Susannah Ha-Bokhiya »] (trad. Rosie Pinhas-Delpuech), Paris, Gallimard, 2001, 396 p. (ISBN 978-2-07-075809-8)
- Moi, Anastasia : nouvelles [« Ani Anastasia »] (trad. de l'hébreu par Rosie Pinhas-Delpuech), Paris, Gallimard, 2008, 256 p. (ISBN 978-2-07-077583-5)
- Lily la Tigresse (trad. Laurence Sendrowicz), Paris, Gallimard, 2006, 432 p. (ISBN 978-2-07-077285-8)
- Journal de Berlin (trad. de l'hébreu par Rosie Pinhas-Delpuech), Paris, Gallimard, coll. « Folio 2€ », 2011, 128 p. (ISBN 978-2-07-044096-2)
- Victor et Macha : roman [« ויקטור ומאשה »] (trad. de l'hébreu par Laurence Sendrowicz), Paris, Gallimard,‎ 2015, 512 p. (ISBN 978-2-07-014143-2)

## Filmographie
- 1995 : Nuit de la Terreur : Sabina
- 1989 : Streets of Yesterday
- 1989 : Abba Ganuv II : Galia Reshef
- 1988 : Himmo Melech Yerushalaim : Hamutal
- 1988 : Ko'ach Meshiha
- 1987 : Abba Ganuv : Galia Reshef
- 1985 : Shovrim